# Steven Caulker
Steven Roy Caulker (* 29. Dezember 1991 in London-Feltham) ist ein englisch-sierra-leonischer Fußballspieler. In der Jugendabteilung der Tottenham Hotspur ausgebildet, stand der Innenverteidiger von 2009 bis 2012 leihweise bei verschiedenen Vereinen unter Vertrag, wobei er zu Beginn der Saison 2011/12 sein Debüt in der Premier League für Swansea City gab.
Zudem durchlief er sowohl die U19 als auch die U21-Nationalmannschaft seines Englands. 2012 vertrat er Großbritannien bei den Olympischen Sommerspielen in London und wurde erstmals für die A-Nationalmannschaft Englands nominiert, ehe er im November für jene sein Debüt gab. Seit 2022 ist er sierra-leonischer Nationalspieler.

## Karriere

### Tottenham Hotspur und Leihstationen
Caulker, der die Lampton School in seinem Bezirk besuchte, spielte in seiner Jugend für den Lokalverein Hounslow Borough, war jedoch zugleich ein talentierter Leichtathlet, der vier Jahre in Folge Kreismeister über die 400-Meter-Sprintdistanz wurde. Durch den Einfluss seines damaligen Trainers entschied er sich, seine Fußballerkarriere zu forcieren. Er war es auch, der Caulker im Alter von 15 Jahren vom zentralen Mittelfeld in die Innenverteidigung beorderte. Nach nur einem einzigen Spiel auf dieser Position erhielt er von mehreren Vereinen, darunter der FC Chelsea, die Queens Park Rangers und Tottenham Hotspur, ein Vertragsangebot für ihre jeweiligen Jugendakademien. Der Innenverteidiger entschied sich für die Spurs und wurde als 16-Jähriger bereits in der U-18 des Vereins eingesetzt. In der Saison 2008/09 wurde er mit 31 Einsätzen zum Stammspieler des Teams und führte es als Kapitän an. Zeitgleich kam er zu ersten Einsätzen in der zweiten Mannschaft, den Tottenham Reserves. Im Anschluss an diese Spielzeit unterzeichnete er bei den Spurs seinen ersten Profivertrag.
Um dem jungen Verteidiger Spielpraxis zu gewähren, wurde er anschließend direkt an den Drittligisten Yeovil Town verliehen. Der ursprünglich auf drei Monate festgesetzte Leihvertrag wurde im November 2009 bis zum Ende der Saison verlängert. Bei Yeovil überzeugte er von Anfang an und verpasste von 45 Ligaspielen nur eines aufgrund der U-19-Europameisterschaft. Am Ende der Leihfrist erhielt er vier von fünf vereinsinternen Saisonauszeichnungen. Nachdem er von der EM zurückgekehrt war, unterschrieb Caulker einen neuen Vertrag bei den Spurs und kam am 21. September 2010 bei der 1:4-Niederlage im League Cup gegen Arsenal zu seinem Profidebüt.
Nur fünf Tage später folgte ein Leihgeschäft mit Bristol City bis zum Ende der Saison. In Bristol konnte er sich ebenfalls als Stammspieler etablieren und wurde im November selben Jahres zum Football League Young Player of the Month gekürt. Nach 29 Einsätzen mit zwei erzielten Toren fiel Caulker im März 2011 wegen eines Knorpelschadens im Knie für den Rest der Saison aus. Für seine Leistungen in Bristol wurde der Abwehrspieler gelobt. Premier-League-Rekordspieler David James bezeichnete ihn als einen unserer Besten. Zudem gewann er den Young Player of the Year Award von Bristol City und war als Spieler des Jahres nominiert.
Im Sommer 2011 unterzog sich Caulker einer bereits länger geplanten Knöcheloperation. Im Juli wurde er erneut verliehen; der Premier-League-Aufsteiger Swansea City verpflichtete ihn bis zum Saisonende. Dort gab er am ersten Spieltag sein Premier-League-Debüt gegen Manchester City (0:4) und kam auch in den weiteren ersten vier Spielen zum Einsatz. Im Spiel gegen Arsenal jedoch stieß Caulker beim Versuch einen Ball auf der Linie zu retten heftig mit dem Pfosten zusammen und erlitt einen Knorpelschaden im Knie, der ihn zwei Monate außer Gefecht setzte. Im weiteren Verlauf der Saison schaffte er es, sich als Stammspieler zu etablieren und hatte Anteil am Verbleib des Aufsteigers in der obersten Spielklasse.
Im Sommer 2012 unterzeichnete der Verteidiger einen Vertrag bis 2016 bei den Spurs. In der ersten Spielzeit, die er bei der ersten Mannschaft verbrachte, kam Caulker direkt zu ersten Einsätzen, in der Europa League gegen Lazio Rom sowie in der Premier League gegen die Queens Park Rangers. Beim 2:0-Heimerfolg über Aston Villa erzielte er sein erstes Tor für den Verein.

### Cardiff City und weitere Karriere
Am 31. Juli 2013 gab Cardiff City die Verpflichtung Caulkers bekannt. Er unterschrieb einen Vierjahresvertrag bis zum 30. Juni 2017 und war mit einer Ablöse von neun Millionen Pfund die Rekordverpflichtung des Vereins aus der walisischen Hauptstadt. Im Juli 2014 folgte ein Wechsel zu den Queens Park Rangers. Für die Saison 2015/16 wurde er an den FC Southampton verliehen. Am 12. Januar 2016 wurde er bis zum Saisonende an den FC Liverpool weiterverliehen. Nach kurzer Vereinslosigkeit unterschrieb Caulker am 8. Februar 2018 einen Vertrag über 1,5 Jahre beim schottischen Erstligisten. Am letzten Tag des Sommer-Transferfensters löste er per Klausel am 31. August 2018 seinen Vertrag wieder auf.
Mitte Januar 2019 schloss er sich für zweieinhalb Jahre dem türkischen Erstligisten Alanyaspor an. Caulker wurde bei den türkischen Mediterranern zum Stammspieler und gehörte später auch zu den Leistungsträgern der Mannschaft. Dadurch trug er dazu bei, dass sich Alanyaspor unter den Top-10-Mannschaften der Süper Lig etablieren konnte. Nach Vertragsende wechselte Caulker Ende Juni 2021 an den Bosporus zum Ligakonkurrenten Fenerbahçe Istanbul. Später im Juli 2021 verpflichtete Fenerbahçe mit Vitor Pereira einen neuen Cheftrainer, von diesem wurde Caulker in der Saisonvorbereitung zur Süper-Lig-Saison 2021/22 in der zukünftigen Kaderplanung nicht mehr berücksichtigt. Daraufhin wechselte er nach Saisonbeginn im September 2021 auf Leihbasis bis Saisonende 2021/22 zum türkischen Erstligisten Gaziantep FK. Dieser wurde vom Cheftrainer Erol Bulut trainiert, mit dem er bereits zu seiner Zeit bei Alanyaspor zusammen arbeitete.
Ende Juni 2022 kehrte Caulker nach Ende der Leihe zur Saisonvorbereitung zu Fenerbahçe zurück. Für das spätere Trainingslager in Graz im Juli 2022 wurde er vom neuen Cheftrainer Jorge Jesus jedoch nicht mitgenommen. Aus diesem Grund einigte er sich mit Fenerbahçe ohne einzigen Pflichtspieleinsatz absolviert zu haben im August 2022 auf eine einvernehmliche Vertragsauflösung. Anschließend wechselte Caulker im selben Monat zum anderen Ufer des Bosporus zum Ligakonkurrenten Fatih Karagümrük SK und erhielt dort einen Zweijahresvertrag.

### Nationalmannschaft
Caulker war, da seine Großmutter aus Schottland und sein Großvater aus Sierra Leone stammt, für drei Nationalmannschaften spielberechtigt, sodass er bis zu seinem Debüt in einem Pflichtspiel der A-Nationalmannschaft die Wahlmöglichkeit hatte.

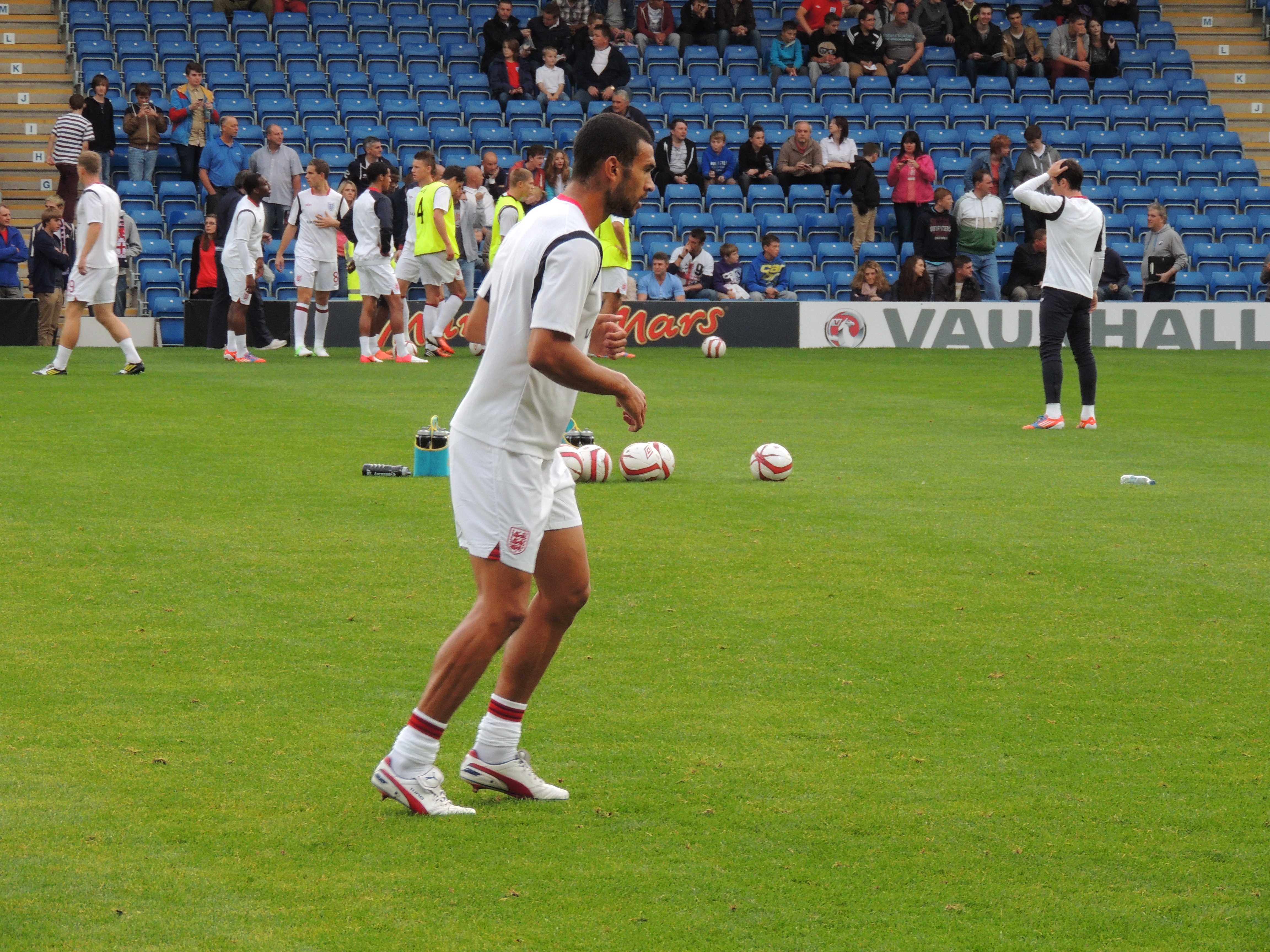
Caulker beim Aufwärmen in der englischen U21-Nationalmannschaft (2012).

Für die U-19-Nationalmannschaft Englands bestritt Caulker die Spiele der Qualifikation sowie die U-19-EM 2010 in Frankreich selbst. England setzte sich in der Gruppenphase als Zweiter durch, scheiterte im Halbfinale allerdings an Spanien. Caulker wurde aufgrund seines Alters nicht mehr für die U-19 nominiert. Sein Debüt für die U-21 gab er im Freundschaftsspiel gegen Deutschland. Weitere Einsätze in Testspielen folgten, ehe die Knieverletzung im März 2011 eine Teilnahme an der U-21-EM in Dänemark verhinderte. Im Zuge der Qualifikation für die EM 2013 in Israel erzielte Caulker sein erstes Tor auf internationaler Ebene, beim 4:0-Erfolg gegen Belgien.
Im Juli 2012 gab Stuart Pearce bekannt, dass Caulker im Aufgebot für die Sommerolympiade in London stehe. Bei der Olympiade wurde er in allen fünf Spielen eingesetzt, ehe man im Viertelfinale im Elfmeterschießen an Südkorea scheiterte. Im Anschluss an die Olympischen Spiele wurde Caulker im August 2012 erstmals für die A-Nationalmannschaft nominiert, kam im Spiel gegen Italien aber nicht zum Einsatz, sodass Trainer Fabio Capellos Ziel, Caulker an das englische Team zu binden, vorerst scheiterte. Sein Debüt für die Three Lions gab Caulker schließlich im November 2012 gegen Schweden. Beim Eröffnungsspiel der neuen Friends Arena in Solna gelang ihm bei der 2:4-Testspielniederlage direkt ein Tor.
Im Januar 2022 debütierte Caulker beim Afrika-Cup 2022 für die sierra-leonische Nationalmannschaft.

## Auszeichnungen
- Nachwuchsspieler des Monats der English Football League: November 2010[33]
- Bronzene Elf der Süper-Lig-Saison (beIN Sports): 2020/21